# Chiesa di San Michele Arcangelo (La Valle Agordina)
La chiesa di San Michele Arcangelo è la parrocchiale di La Valle Agordina, in provincia di Belluno e diocesi di Belluno-Feltre; fa parte della convergenza foraniale di Agordo-Livinallongo.

## Storia
L'originaria cappella lavallese, costruita forse nel XII secolo, era a pianta quadrangolare e solo successivamente fu aggiunta l'abside.
Nell'aprile del 1701 questa chiesa venne distrutta da una frana; ne fu pertanto edificata una nuova, i cui lavori terminarono una ventina d'anni più tardi; nel 1774 la comunità di La Valle venne eretta a parrocchia autonoma.
L'edificio fu interessato nel 1862 da un intervento di rifacimento su progetto del feltrino Giuseppe Segusini; nel 2005 venne condotto un restauro della chiesa.

## Descrizione

### Esterno
La facciata a capanna della chiesa, intonacata e rivolta a sud-est, presenta ai lati due lesene costituite da conci e al centro il portale d'ingresso e il rosone.

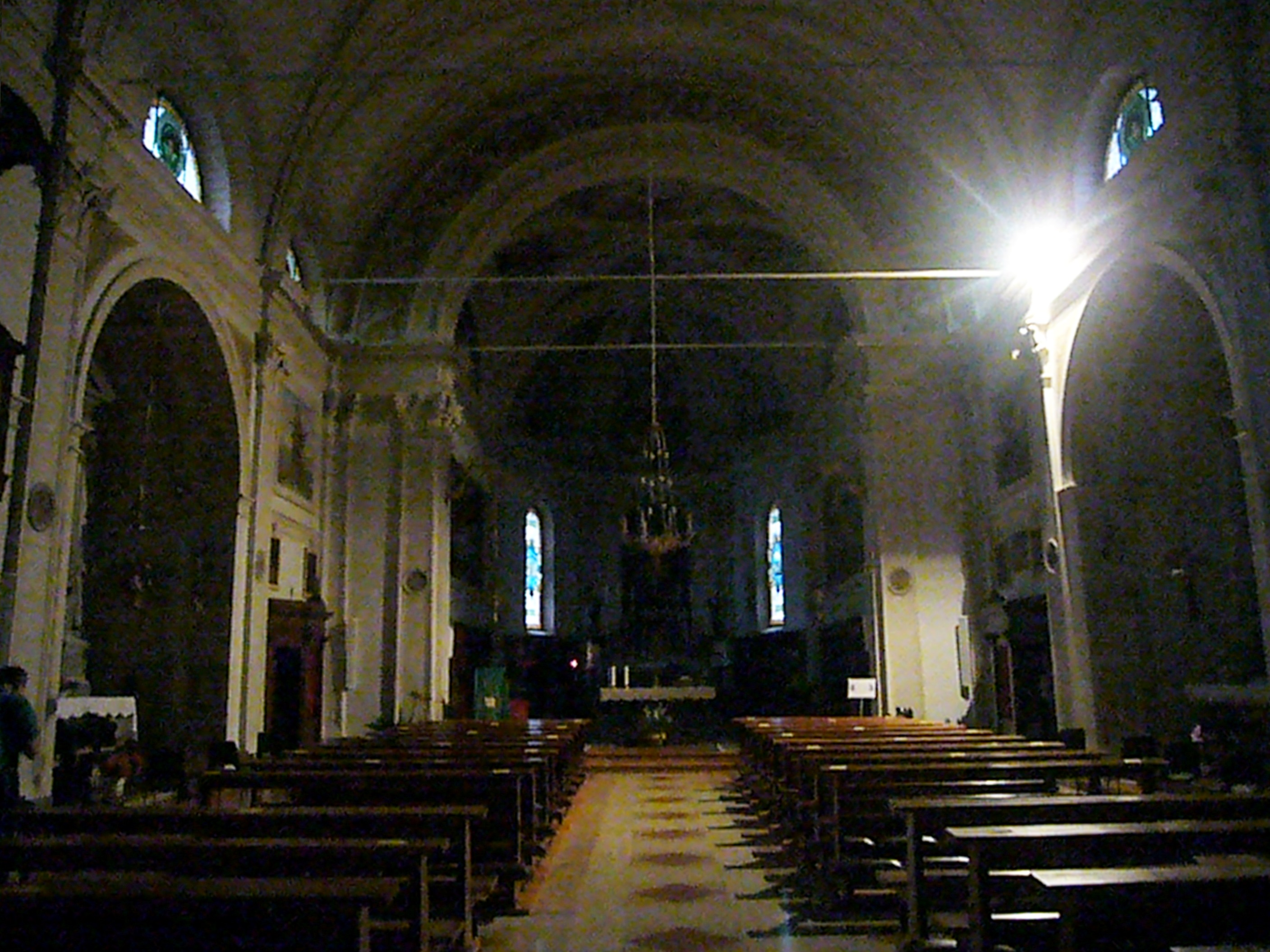
L'interno

Annesso alla parrocchiale è il campanile, a base quadrata, con una doppia cella in cui sono alloggiate cinque campane, suddivisa in due registri, entrambi caratterizzati da una bifora per lato, e coronata dalla guglia piramidale che s'imposta su quattro timpani.

### Interno
All'interno dell'edificio, che si compone di un'unica navata, sono conservate diverse opere di pregio, tra le quali la tela che rappresenta San Gregorio Magno e le Anime del Purgatorio, l'altare maggiore ligneo intagliato da Valentino Panciera Besarel, il tabernacolo scolpito da Andrea Brustolon, la pala ritraente i Santi Michele Arcangelo, Giovanni Battista e Pietro dipinta da Giovanni Fossa, la tela raffigurante i santi Antonio Abate e Francesco d'Assisi realizzata da Antonio Lazzarini e gli affreschi eseguiti tra il 1944 e il 1946 da Teodoro Licini.